# Eutonina scintillans
Eutonina scintillans är en nässeldjursart som först beskrevs av Bigelow 1909.  Eutonina scintillans ingår i släktet Eutonina och familjen Eirenidae. Inga underarter finns listade i Catalogue of Life.